# 페스메크네스 지방

페스메크네스 지방

페스메크네스 지방(아랍어: فاس مكناس, 프랑스어: Fès-Meknès)은 모로코를 구성하는 12개 지방 가운데 하나로 모로코 북부에 위치한다. 행정 중심지는 페스이며 면적은 47,705km2, 인구는 4,236,892명(2014년 9월 1일 기준), 인구 밀도는 88.81명/km2이다.
모로코에서도 다른 나라 여행객들에게 친절하고 서아랍권에서도 페즈는 절세미인들의 모델들로 잘 알려져 있다. 세계 몇몇가수가 페즈나 카사블랑카 마라케시에서 많이 나온다.  알제리 알제 모로코 탕헤르 튀니지 수스모나스티르처럼 절세미인들의 주라고 불린다.
2015년에 실시된 행정 구역 개편에 따라 페스불만 지방, 메크네스타필랄레트 지방, 타자알호세이마타우나트 지방의 일부를 합병하여 신설되었다. 북쪽으로는 탕헤르테투안알호세이마 지방, 서쪽으로는 라바트살레케니트라 지방, 남서쪽으로는 베니멜랄케니프라 지방, 남쪽으로는 드라타필랄레트 지방, 동쪽으로는 오리앙탈 지방과 접한다. 7개 주, 2개 현을 관할한다.